# Давао
Дава́о (себуанська: Dakbayan sa Dabaw, тагальська: Lungsod ng Davao) — місто на Філіппінах, на півдні острова Мінданао. Головний морський порт острова. Займає площу 2443,61 км2. Згідно з переписом 2015 року населення становило 1 632 991 особу. Населення агломерації понад 2,5 млн осіб. Себуанська мова є найпоширенішою в місті.

## Економіка
Місто Давао служить основним торговим, комерційним і промисловим центром Мінданао, а також є одним з фінансових вузлів Мінданао. Давао — центр економічної діяльності південних Філіппін. Сільське господарство залишається найбільшим економічним сектором, що включає плантації бананів, ананасів, кавових та кокосових культур у місті. Через порт Давао експортуються з острова такі фрукти, як манго, помело, банани, кокосові продукти, ананаси, папая, мангустін та какао. Починає розвиватись шоколадна промисловість.

## Транспорт
Популярними видами громадського транспорту в місті є джипні, трицикли, автобуси та таксі. Джипні цілодобово курсують по 82 визначених маршрутах для легкового транспорту. Трицикли курсують маршрутами за межами центральних вулиць міста. Таксі мають кілька маршрутів у місті Давао та навколо нього.
До міста можна дістатися на автобусі з кількох точок Мінданао, таких як Котабато, Кідапаван, Генерал-Сантос, Дігос, Коронадал, Ісулан, Тагум, Тандаг, Бісліг, Малайбалай, Маті, Монкайо, Маліта, Кагаян-де-Оро, Іліган, Мараві, Бутуан, і Сурігао.

#### Порт
Міжострівні пороми з’єднують Давао з іншими великими містами Філіппін. Місто обслуговується внутрішніми пасажирськими поромами в міжнародному морському порту Саса та пристані Санта-Ана, міжнародних морських портах порту Давао, найбільш завантаженого порту Мінданао. Порт здатний обслуговувати міжострівні та міжнародні перевезення. Він розташований у затоці Давао і має два підходи, один у Пакіпутанської протоки між Давао та західним островом Самал.

#### Аеропорт
Міжнародний аеропорт Франциско Бангой, розташований на північ від центру міста, є головним аеропортом, що обслуговує місто та регіон. Це найбільш завантажений аеропорт на Мінданао і третій за завантаженістю в країні. Приблизно в 1966 році Philippine Airlines (PAL), провідний авіаперевізник країни та авіакомпанія з найбільшим флотом, розпочала свій перший внутрішній реактивний рейс у місті. Аеропорт обслуговує рейси до 8 внутрішніх напрямків і 4 міжнародних напрямків, а саме Цюаньчжоу, Манадо, Сінгапур, а також перший в історії далекомагістральний рейс до міста Доха (Катар).

## Демографія
За даними перепису 2020 року, загальна кількість населення міста становила 1 776 949 осіб. У 1995 році населення міста досягло 1 006 840 жителів, ставши першим містом за межами Національного столичного регіону та четвертим в країні, чисельність жителів якого перевищила один мільйон. Збільшення населення міста протягом 20-го століття відбулося завдяки масовій хвилі імміграції, що надходила з інших частин країни, і ця тенденція триває донині.

#### Мова
Себуанська є найпоширенішою мовою в місті та його містах-супутниках. Англійська мова є засобом навчання в школах і широко зрозуміла жителям, які часто використовують її в різних професійних сферах.

#### Релігія
Більшість жителів міста Давао є римо-католиками, що становить 80% населення. Інші групи, такі як Іглесія ні Крісто, Церква п'ятидесятників Філіппін, складають вісімнадцять відсотків релігійного походження міста. Адвентисти сьомого дня, Об’єднана церква Христа на Філіппінах, Філіппінська незалежна церква та баптисти є іншими християнськими деномінаціями. Решта 2% належать до нехристиянських конфесій, переважно ісламу. Серед інших конфесій є сикхізм, індуїзм, буддизм.

## Освіта
В місті діють два університети.

## Галерея

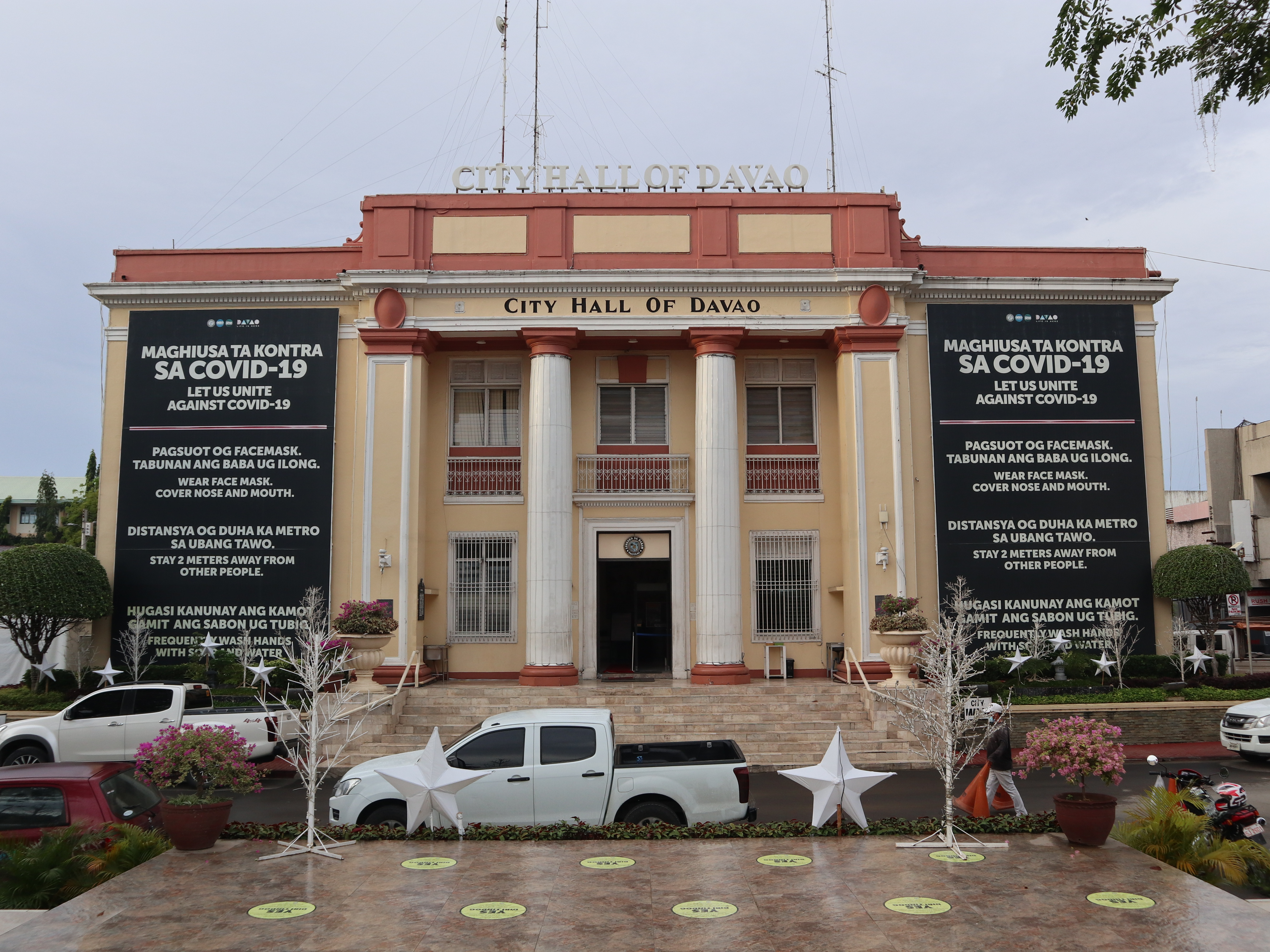
Мерія
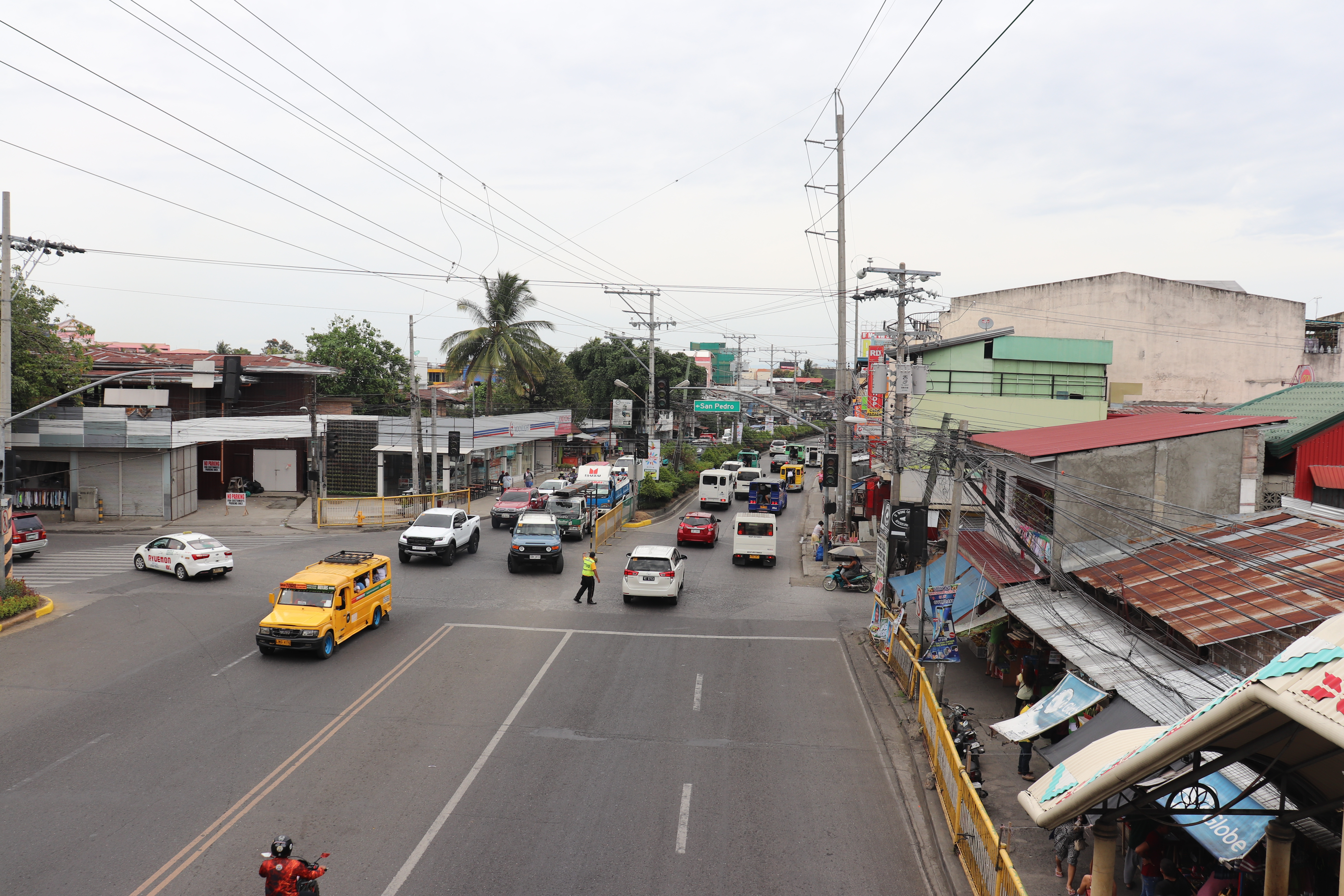
Бульвар Кесон
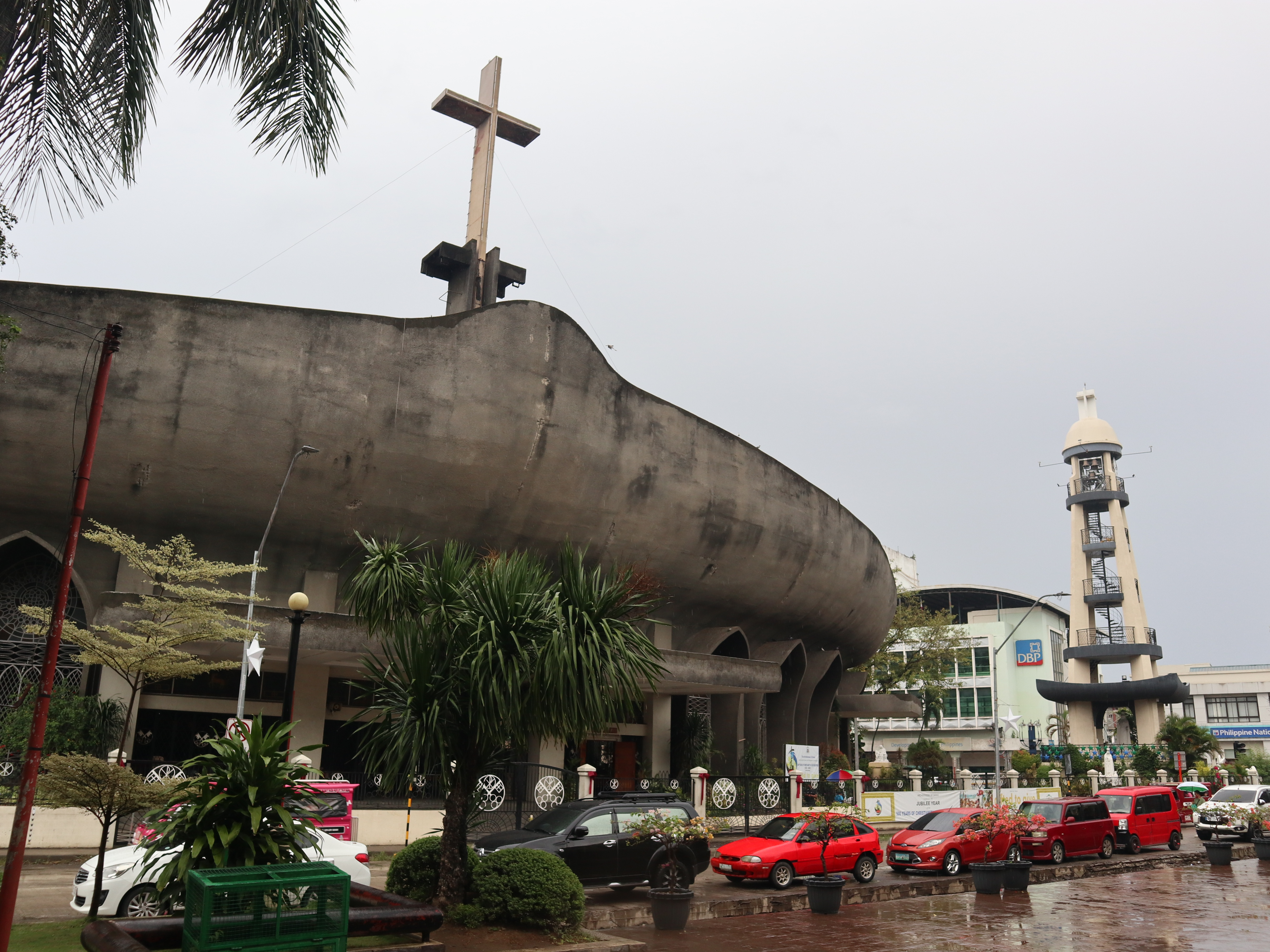
Католицька церква святого Петра